# Deep Purple in Rock
Deep Purple in Rock, auch bekannt als In Rock, ist das vierte Studioalbum der britischen Rockband Deep Purple, das am 3. Juni 1970 veröffentlicht wurde. Es war das erste Album in der „klassischen“ Mk-II-Besetzung. Das Album zählt zu den ersten und richtungsweisenden Alben des Heavy Metal und des Hard Rock und beinhaltet mit Child in Time und Speed King zwei der bekanntesten Songs der Rockmusik.

## Musikstil
Deep Purples frühere Werke reichten von Psychedelic Rock über Progressive Rock bis hin zu Coverversionen von den Beatles und Ike & Tina Turner. Nach dem Auftritt von „Concerto for Group and Orchestra“ hatte vor allem Ritchie Blackmore Angst vor einem Imageverlust der Band. So beschlossen Deep Purple, einen neuen musikalischen Weg einzuschlagen. Das Werk vereint den für die Band typisch gewordenen Sound: Blackmores markante Gitarrenriffs, Lords klassische Kadenzen und Figuren, Gillans ekstatischen Gesang sowie die offen ausgetragene musikalische Konkurrenz zwischen Lords Orgel und Blackmores Gitarre.

## Titelliste
Alle Songs wurden von Ian Gillan, Ritchie Blackmore, Roger Glover, Jon Lord und Ian Paice geschrieben.
1. Speed King – 5:52
2. Bloodsucker – 4:11
3. Child in Time – 10:16
4. Flight of the Rat – 7:53
5. Into the Fire – 3:29
6. Living Wreck – 4:30
7. Hard Lovin’ Man – 7:10

### Bonustracks (25th Anniversary Edition)
1995 wurde anlässlich des 25. Jahrestages der Veröffentlichung von In Rock das Album digital remastered und zusammen mit der Single Black Night, dem bislang unbekannten Instrumental Jam Stew und neuen Versionen von Speed King, Cry Free, Flight of the Rat und Black Night wiederveröffentlicht. Zwischen die Bonustracks sind kurze „Studio-Chats“ eingestreut, die einen Einblick hinter die Studiokulissen gewähren.
1. Studio Chat (1) – 0:28
2. Speed King – 4:14 (Piano-Version)
3. Studio Chat (2) – 0:25
4. Cry Free – 3:20 (Roger-Glover-Remix)
5. Studio Chat (3) – 0:05
6. Jam Stew – 2:30 (Unveröffentlichtes Instrumental)
7. Studio Chat (4) – 0:40
8. Flight of the Rat – 7:53 (Roger-Glover-Remix)
9. Studio Chat (5) – 0:31
10. Speed King – 5:52 (Roger-Glover-Remix)
11. Studio Chat (6) – 0:23
12. Black Night – 4:47 (Ungeschnittener Roger-Glover-Remix)

## Rezeption
In der musikalischen Entwicklung wird es häufig zu den ersten Heavy-Metal-Alben gezählt. Das deutsche Fachmagazin Rock Hard beispielsweise vergab volle zehn Punkte und setzte es 2007 auf Platz 60 seiner Bestenliste aus 500 Rock- und Metalalben. Im selben Magazin wurde von Matthias Breusch folgendes Urteil zusammengefasst: „Das erste reguläre Studiowerk der Mark-II-Besetzung mit Ian Gillan und Roger Glover entpuppte sich als gnadenlose, blutige Revolution, optisch angemessen ergänzt durch die „Neugestaltung“ des amerikanischen Heldenbergs Mount Rushmore. Nach In Rock war nichts mehr so wie vorher. Die Beach Boys und die Blumenkinder konnten einpacken. Selbst Jon Lords Hammond-Orgel klang nie böser und knirschender. Hier dominieren düster getrimmte Riffmonster wie Speed King, Flight of the Rat, Into the Fire, Bloodsucker, Hard Lovin’ Man oder Living Wreck (eine rüde Gillan-Hommage an ausgelaugte Groupies…). Und an der Spitze regiert die sphärische Child-in-Time-Urversion, deren dramatische Umsetzung selbst Klassik-Metaller Ludwig van Beethoven stehend beklatscht hätte.“ Bereits im Jahr 2000 setzte das Q-Magazine das Album auf Platz 78 seiner Liste der 100 größten britischen Alben aller Zeiten.

## Trivia
- Obwohl Speed King zur damaligen Zeit regelmäßig als Zugabe gespielt wurde, war von diesem Album nur Child in Time auf dem zwei Jahre später erschienenen Livealbum Made in Japan zu finden.
- Das Albumcover zeigt die Band als Steinskulpturen, angelehnt an Mount Rushmore, da der Albumtitel im Englischen auch so viel wie ‚Deep Purple im Fels‘ bedeutet.
- Jon Lord benutzte sowohl den Leslie-Lautsprecher als auch einen Marshallverstärker für seine Hammondorgel, deswegen variiert der Orgelsound bei den einzelnen Liedern erheblich (Beispiel: Living Wreck – Leslie-Lautsprecher, Hard Lovin’ Man – Marshallverstärker).
- In einigen Ländern wurde das Album als Black Night veröffentlicht, einer Single, die während der Aufnahme zu Deep Purple In Rock entstand.
- Auf der Japanversion der Vinyl-LP fehlt das einleitende Gitarrencrescendo zu Beginn von Speed King, und bei der US-Version fehlt sogar das ganze Intro.
- Obwohl es das erste Studioalbum der Mk-II-Besetzung war, traten Deep Purple bereits 1969 in dieser Konstellation in der Londoner Royal Albert Hall auf, um ein Werk des Keyboarders Jon Lord zusammen mit dem Royal Philharmonic Orchestra unter der Leitung von Malcolm Arnold vor Publikum zu spielen.
- Das Lied Bloodsucker wurde unter dem leicht veränderten Titel Bludsucker auf dem Album Abandon 1998 in einer neuen Einspielung noch einmal veröffentlicht.

## Personal

### Deep Purple
- Ritchie Blackmore – Gitarre
- Ian Gillan – Gesang
- Roger Glover – Bass
- Jon Lord – Hammondorgel
- Ian Paice – Schlagzeug

### Zusätzliches Personal
- Andy Knight – Toningenieur IBC Studios (Seite 1, Tracks 1 & 3, und Seite 2, Tracks 2 & 3)[5]
- Martin Birch – Toningenieur De Lane Lea (Seite 2, Tracks 1 & 4)
- Phillip McDonald – Toningenieur Abbey Road Studios (Seite 1, Track 2)[6]
- Edwards Coletta Productions – Schallplattenhülle[7]
- Nesbit Phipps & Froome – Kunstatelier[7]
- Mike Brown, Alan Hall – Fotografie
- Mick (Egg) Angus, Ian (Bige) Hansford – Einrichtung
- Peter Mew – Remastering des Originalalbums

## Kommerzieller Erfolg

### Chartplatzierungen
Das Album war der Durchbruch in Europa und schaffte Platz vier in den britischen Charts und Platz eins in Deutschland, wo es sich drei Monate lang hielt. Die anschließende In-Rock-Welttournee dauerte 15 Monate und wurde ein großer Erfolg für die Band.
In den österreichischen Charts hielt sich das Album einen halben Monat an der Chartspitze.
| ChartsChartplatzierungen       | Höchstplatzierung | Wochen/ Monate |
| ------------------------------ | ----------------- | -------------- |
| Deutschland (GfK)              | 1 (21 Mt.)        | 21 Mt.         |
| Österreich (Ö3)                | 1 (0,5 Mt.)       | 0,5 Mt.        |
| Schweiz (IFPI)                 | 90 (2 Wo.)        | 2 Wo.          |
| Vereinigte Staaten (Billboard) | 143 (21 Wo.)      | 21 Wo.         |
| Vereinigtes Königreich (OCC)   | 4 (69 Wo.)        | 69 Wo.         |

| ChartsJahrescharts (1971) | Platzierung |
| ------------------------- | ----------- |
| Deutschland (GfK)         | 1           |

### Auszeichnungen für Musikverkäufe
| Land/Region                  | Auszeichnungen für Musikverkäufe (Land/Region, Auszeichnung, Verkäufe) | Verkäufe  |
| ---------------------------- | ---------------------------------------------------------------------- | --------- |
| Deutschland (BVMI)           | Gold                                                                   | 500.000   |
| Frankreich (SNEP)            | Gold                                                                   | 100.000   |
| Italien (FIMI)               | Gold                                                                   | 25.000    |
| Japan (RIAJ)                 | Gold                                                                   | 100.000   |
| Niederlande (NVPI)           | Gold                                                                   | 50.000    |
| Vereinigte Staaten (RIAA)    | Gold                                                                   | 500.000   |
| Vereinigtes Königreich (BPI) | Gold                                                                   | 100.000   |
| Insgesamt                    | 7× Gold ·                                                              | 1.375.000 |